# Orientopius priminans
Orientopius priminans är en stekelart som beskrevs av Fischer 1996. Orientopius priminans ingår i släktet Orientopius och familjen bracksteklar. Inga underarter finns listade i Catalogue of Life.